# Liste der französischen Orden und Ehrenzeichen
Diese Liste gibt einen Überblick über die französischen Orden und Ehrenzeichen.

## Königreich
- Orden des Sterns (1022)
- Orden von der Ginsterblume (1234)
- Hermelinorden (1381)
- Orden vom Stachelschwein (1394)

Wappen des Königreichs Frankreich (987–1791)

- Orden von der goldenen Fessel (1415)
- Ritterorden der Kornähren (1450)
- Orden vom Heiligen Michael (1469)
- Orden der Damen vom Strick (1498)
- Orden vom Heiligen Geist (1578)
- Orden unserer lieben Frau vom Berge Karmel (1607)
- Orden vom Heiligen Grab (1693)
- Ordre royal et militaire de Saint-Louis (1693)
- Militärverdienstorden (1759)
- Hubertusorden (1416/1766)
- Juli-Kreuz (1830)
- Juli-Medaille (1830)

## Kaiserreich
- Orden der Ehrenlegion (1802)

Wappen des Kaiserreichs Frankreich (1804-1815)

- Ordre des Palmes Académiques (1808)
- Orden der drei goldenen Vliese (1809)
- Ordre de la Réunion (1811)
- Kreuz von Rouen für die königlichen Freiwilligen (1814)
- Auszeichnung von Bayonne für die Nationalgarde (1815)
- Ehrenzeichen für die Belagerung von Lyon (1815)
- Ehrenzeichen für die königlichen Freiwilligen (1815)
- Orden der Treue (Frankreich) 1815
- Helenamedaille (1857)
- Erinnerungsmedaille an den Feldzug in Italien (1859)[1]
- Erinnerungsmedaille an die chinesische Expedition (1860)[1]
- Erinnerungsmedaille an die mexikanische Expedition (1863)[1]

## Republik

Französisches Staatswappen seit 1953

- Ordre des Palmes Académiques (1808)
- Militär-Denkmünze (1852)
- Militärmedaille (1852)
- Verdienstorden für Landwirtschaft (1883)
- Orden vom Schwarzen Stern (1894)
- Königlicher Orden von Kambodscha (1896)
- Orden des Drachen von Annam (1896)
- Orden des Sterns von Anjouan (1896)
- Orden Nichan el-Anouar (1896)
- Croix de guerre (1915)
- Kriegskreuz T.O.E. (1921)
- Médaille commémorative de la guerre 1914-1918 (1921)
- Médaille interalliée 1914-1918 (1922)
- Seeverdienstorden (1930)
- Croix du Combattant (1930)
- Croix du Combattant Volontaire (1935)
- Orden für Sozialverdienste (1936)
- Orden für Verdienste um das Gesundheitswesen (1938)
- Orden für Verdienste um den Handel (1939)
- Ordre de la Libération (1940)
- Médaille de la Résistance (1943)
- Médaille commémorative française de la guerre 1939-1945
- Médaille de l’Aéronautique (1945)
- Orden für Verdienste um das Handwerk (1948)
- Orden für Verdienste um den Tourismus (1949)
- Orden für Verdienste um das Postwesen (1953)
- Verdienstorden für Frontkämpfer (1953)
- Orden für Verdienste um die Volkswirtschaft (1954)
- Croix du Combattant Volontaire de la Résistance (1954)
- Orden für Verdienste um das Sportwesen (1956)
- Croix de la Valeur militaire (1956)
- Orden für Verdienste um das Arbeitswesen (1957)
- Orden für Militärverdienste (1957)
- Orden für Zivilverdienst (1957)
- Orden für Kunst und Literatur (1957)
- Sahara-Verdienstorden (1958)
- Nationalverdienstorden (1963)

## Vichy-Regime
- Francisque (1941)

Wappen des Vichy-Regimes

- Croix du combattant de la guerre 1939-1940 (1941)
- Sahara-Afrika-Verdienstmedaille (1941)
- Kriegskreuz der L.V.F. (1942)
- Arbeitsverdienstorden (1942)